# Ed Franck
Ed Franck, geboren als Eddy Vrancken (Beringen, 27 juli 1941), is een Vlaams jeugdauteur. Hij brengt sinds halverwege de jaren tachtig boeken uit en zijn werk viel in Vlaanderen verschillende malen in de prijzen.

## Biografie
Ed Franck bracht zijn jeugd door met zwerven langs de boorden van de Maas en op de verwilderde ophogingen langs het Albertkanaal. Hij groeide op in een groot gezin met dertien kinderen. Reeds als kind was hij een boekenwurm, en vanuit zijn belangstelling werd hij leraar Engels en Nederlands. In 1996 heeft hij het onderwijs verlaten om fulltime schrijver te worden.
Franck is een veelzijdig schrijver. Hij pakt bewust verschillende genres aan om clichés te vermijden en grenzen te verkennen: poëzie, liederen, historische romans, dagboeken, detectives, hervertellingen van klassiekers, vertalingen, heldensagen. Vanuit zijn fascinatie voor taal heeft elk boek een eigen stem. Dit combineert hij met psychologische diepgang.
In 1985 verscheen zijn eerste jeugdboek. Er volgden er nog meer dan zeventig. Het maakt van hem een van de meest besproken en geïnterviewde jeugdauteurs van Vlaanderen. Met zijn boeken won hij heel wat literaire prijzen. Toen hij in 2003 eindelijk een Boekenleeuw won voor Abélard en Héloïse zei hij in zijn dankwoord: "Eindelijk een vader voor mijn vier Boekenwelpen." Hij won ook al tweemaal de Prijs van de Vlaamse Gemeenschap voor Jeugdliteratuur.

## Prijzen
- 1986 - Kinder- en Jeugdjury Vlaanderen voor Spetters op de kermis
- 1987 - Kinder- en Jeugdjury Vlaanderen voor Tenten in de wei
- 1989 - Mathias Kempprijs voor Begraaf me over de bergen
- 1989 - Poëzieprijs Dichter bij Jeugd
- 1990 - Boekenwelp voor Geen wonder dat moeder met de goudvissen praat
- 1992 - Staatsprijs voor Jeugdliteratuur voor Zomer zeventien
- 1994 - Lod. Lavkiprijs voor De hemel bestaat, uit vijf letters
- 1999 - Kinder- en Jeugdjury Vlaanderen voor Het huis van eb en vloed
- 1999 - Boekenwelp voor Het huis van eb en vloed
- 2001 - Boekenwelp voor Mijn zus draagt een heuvel op haar rug
- 2001 - White Raven voor Mijn zus draagt een heuvel op haar rug
- 2001 - Prijs van de Vlaamse Gemeenschap voor Jeugdliteratuur voor Mijn zus draagt een heuvel op haar rug
- 2002 - Boekenwelp voor Tinka
- 2003 - Boekenleeuw voor Abélard en Heloïse
- 2004 - Vlag en Wimpel voor Zie ik je nog eens terug?

- Biblioteca Nacional de España: XX4688646
- Bibliothèque nationale de France: cb12548049d (data)
- Digitale Bibliotheek voor de Nederlandse Letteren: fran004
- Gemeinsame Normdatei: 132120755
- International Standard Name Identifier: 0000 0001 1571 2789
- Library of Congress Control Number: n00030787
- Nederlandse Thesaurus van Auteursnamen: 071413545
- Système universitaire de documentation: 194411729
- Virtual International Authority File: 56723960
- WorldCat: E39PBJtXbCftgtmWxRhx84XyBP